# Försvarsanläggning
Försvarsanläggning är anläggningar uppförda för försvar och försvarsmakten. Det kan bland annat vara befästningar, borgar, byggnader, flottbaser, flygbaser, fort, fästningar, kaserner, skyttegravar, stormgravar, stridsvärn och vallgravar.